# Pro BTP
Pro BTP est le groupe de protection sociale du bâtiment et travaux publics et de la construction. Il s'agit d'un groupe paritaire, à but non lucratif et professionnel :
- Paritaire : il est géré conjointement par les représentants des entreprises et des salariés du BTP
- Association à but non lucratif : il ne rémunère pas d'actionnaires détenteurs de fonds propres
- Professionnel : c'est un groupe de protection sociale au service d'un secteur professionnel, le secteur du bâtiment et travaux publics

## Histoire
Le groupe Pro BTP est la réunion, depuis 1993, de l’ensemble des institutions de retraite et de prévoyance du bâtiment et des travaux publics, nées dans l’immédiat après-guerre.
En 1947, la première institution de retraite, la CNPBTPIC (Caisse nationale de prévoyance du Bâtiment, des Travaux publics et des Industries connexes), est créée dans le cadre de la constitution du régime de retraite complémentaire des cadres, géré par l’AGIRC. Elle devient la CNRBTPIG (Caisse nationale de retraite du Bâtiment, des Travaux publics et des Industries graphiques) en 1989.
De 1956 à 1959, les partenaires sociaux signent des accords collectifs nationaux pour la retraite complémentaire des Etam (employés, techniciens, agents de maîtrise) (18 janvier 1956 pour les Travaux publics, 29 mai 1958 pour le Bâtiment) ainsi que des ouvriers et des apprentis (13 mai 1959).
Les partenaires sociaux créent deux institutions pour gérer ces régimes : la CBTP (Caisse du Bâtiment et des Travaux publics) en 1954 et la CNRO (Caisse nationale de retraite des ouvriers du Bâtiment et des Travaux publics) en 1959. Ces institutions rejoignent le régime complémentaire ARRCO à sa création en 1961. 
Les régimes de prévoyance de la profession du BTP sont gérés par :
- pour les ouvriers : la CNPO (Caisse nationale de prévoyance des ouvriers du Bâtiment et des Travaux publics)
- pour les Etam : la CBTP
- pour les cadres : la CNPBTPIC (Caisse nationale de prévoyance du Bâtiment, des Travaux publics et des industries connexes).

C’est le 22 mars 1993 qu’a lieu la réunion de l’ensemble de ces institutions de retraite et de prévoyance, qui donne naissance au groupe Pro BTP.
En 1997, est créé BTP-Retraite : la fusion de la CNRO et de la CBTPR.
En 2001, est créé BTP-Prévoyance : la fusion de la CNPO, de la CBTP et de la CNPBTPIC.
Depuis l’accord du 8 juillet 2009 entre les partenaires sociaux nationaux, Pro BTP se définit comme un groupe paritaire de protection sociale (GPS).
Le 4 avril 2018, avec effet rétroactif au 1er janvier 2018, les activités de retraite complémentaire des groupes de protection sociale professionnels (GPS) Agrica, Audiens, B2V, IRP Auto, Lourmel et Pro BTP fusionnent au sein de deux nouvelles institutions : Alliance professionnelle Retraite Agirc et Alliance professionnelle Retraite Arrco. Ces deux institutions de retraite complémentaire disposent de sections professionnelles pour chaque GPS membre dont une section BTP pour la gestion de la retraite du groupe Pro BTP.

## Domaines d’activités
Pro BTP assure la protection sociale de ses adhérents à travers un ensemble de métiers : la retraite complémentaire, la prévoyance, la santé, l'épargne, les assurances individuelles et l'action sociale.
En retraite, Pro BTP participe à la mise en place de l’Usine retraite de la retraite complémentaire grâce à son système d’information, qu’elle partage avec d’autres groupes professionnels de protection sociale dans le cadre d’AMICAP.
En santé, Pro BTP est partenaire de Groupama dans Sévéane, une structure qui propose aux adhérents un réseau d’opticiens et de chirurgiens dentistes et d'audio-prothésistes, afin de diminuer la part restant à leur charge.

### Action sociale
Pro BTP mobilise une partie de ses ressources pour développer une action sociale envers les salariés et retraités du BTP et de la construction. Il s'agit d'aides de tout ordre :
- financière : attribution d’aides en cas de difficultés, de prêts bonifiés, de réduction de cotisation, de prévention;
- sanitaire et médicale : 2 400 lits en résidences sanitaires et médico-sociales et établissements spécialisés. Pro BTP a développé depuis 1969 un réseau d’établissements avec soins de suite, hébergement de personnes âgées dépendantes, prise en charge du handicap. 13 établissements existent aujourd’hui [12];
- lien social : 8 villages de vacances Pro BTP et des destinations en France et à l’étranger dédiés à la «famille du BTP», accessibles à des tarifs préférentiels, en fonction du niveau de revenu. Près de 100 000 vacanciers en bénéficient chaque année.

L’action sociale Pro BTP s’adresse aussi aux jeunes et en particulier aux apprentis, pour les aider à bien s'intégrer dans le secteur du BTP.

## Organisation

### L'association sommitale et l'association de moyens
L’association sommitale est la structure politique de Pro BTP. Elle définit la stratégie et les orientations du groupe. Son conseil d’administration est composé de 10 membres titulaires et de 10 membres suppléants. Ses 10 membres sont représentatifs de la profession. 
L’association de moyens est la structure technique de Pro BTP. Elle gère les moyens (personnel, technique…), développe les synergies, réalise la mise en œuvre des choix effectués en matière de gestion. Son conseil d’administration est composé de 10 membres, également représentatifs de la profession. 

### Direction
Le groupe est dirigé depuis le 1er janvier 2016 par Hervé Naerhuysen, directeur général. Il agit sous le contrôle du conseil d’administration de l’association sommitale. Il dispose des pouvoirs les plus étendus pour agir en toute circonstance au nom du Groupe.
Le groupe est dirigé conjointement par les représentants des employeurs et des salariés du BTP :
- Pour les employeurs : la CAPEB, la FFB, la FNSCOP et la FNTP
- Pour les salariés : la CFDT, la CFTC, la CFE-CGC-BTP, la FNSCBA-CGT et la FG-FO

### Autres structures
Pro BTP regroupe deux institutions de retraite complémentaire et une institution de prévoyance dont le pilotage est assuré par des conseils d’administration paritaires :
- Alliance professionnelle Retraite Agirc : Institution de retraite complémentaire régie par le code de la Sécurité sociale et membre de la fédération Agirc
- Alliance professionnelle Retraite Arrco : Institution de retraite complémentaire régie par le code de la Sécurité sociale et membre de la fédération Arrco
- BTP-Prévoyance, Institution du Bâtiment et des Travaux publics

Pour répondre aux besoins de la profession, Pro BTP a développé d’autres activités à gestion majoritairement paritaire :
- Assurances : SAF BTP IARD (Société d’Assurances Familiales des Salariés et Artisans IARD), SAF BTP Vie (Société d’assurances familiales des salariés et artisans Vie), Prodigéo Assurances
- Gestion : AMICAP (Association des Moyens Informatiques des Caisses Professionnelles), SA KORELIO, SA SAID
- Action sociale professionnelle : BTP Vacances (tourisme social), BTP Résidences Médico-sociales, Revicap (SCI responsable de structure d’accueil pour handicapés mentaux vieillissants)
- Épargne salariale : RegardBTP
- Gestion financière : Pro BTP Finance (agréée par l’Autorité des marchés financiers)